# Katrina Johnston-Zimmerman
Katrina Johnston-Zimmerman é uma antropóloga urbana estadunidense. Ela foi cofundadora da Iniciativa Women Led Cities. Em 2019, ela foi nomeada uma das 100 Mulheres mais inspiradoras do mundo pela BBC.

## Biografia
Katrina Johnston-Zimmerman se formou na Arizona State University e na Portland State University, e
estuda o comportamento humano no espaço público. Ela é professora na Universidade Drexel . Ela é palestrante convidada no KTH Royal Institute of Technology. Ela liderou um projeto da Women Led Cities Initiative para a Filadélfia.
Seu trabalho apareceu no Next City, e um artigo de opinião escrito por Katrina foi publicado no The Philadelphia Inquirer.